# 平谷凤凰山药王庙
药王庙，位于北京市平谷区金海湖镇滑子村凤凰山，是一座道教全真派宫观。

## 历史
相传明朝万历年间凤凰山即建有庙宇，香火曾经非常兴盛。
2006年，北京平谷教工疗养院高院长筹措130多万元，以老干部活动站的名义在凤凰山上修建凤凰山文化园。2007年凤凰山文化园建成后，恢复了旧日的药王庙。
2008年11月12日，药王庙举行了神像开光仪式暨宗教活动场所登记颁证仪式。

## 建筑
药王庙位于凤凰山顶，主要建筑有：
- 山门：山门两侧墙上写有孙思邈《千金方》中常用药方100例。
- 大殿：祀三皇和药王
  - 配殿：大殿的两庑配殿是中央美术学院的画师绘制的二十四孝图。
- 古柏：药王庙院内有一株500余年的柏树。据药王庙的道长介绍，该树已度过500年一次的天雷劫（即树梢部位遭雷火劈落），故十分灵异，可治病养生。不少当地民众拜树求治病。又因为该树为雌雄同体，故许多青年男女来树前祈求姻缘美满。
- 菜园：殿后为菜园，内种许多青菜。